# Eleazar ben Azariah
El Rabino Eleazar ben Azariah fue un erudito judío muy respetado de la antigüedad, vivió alrededor del año 100 después de Cristo y perteneció a la segunda generación de los sabios tanaim.
Eleazar era de ascendencia sacerdotal (según algunos, su linaje se remonta a Esdras) era de un hogar noble y rico, y era un hombre de gran conocimiento. De joven, probablemente tenía 18 años, cuando se convirtió en el líder del movimiento rabínico de la ciudad de Yavne, en lugar de Gamaliel II (después de la reconciliación con Gamaliel II, ambos dirigieron una academia rabínica juntos).
Eleazar tenía un conocimiento especial en el campo de la Hagadá. Sus halachot se caracterizaban por su amabilidad y comprensión, y era particularmente conocido por su oposición a la pena capital. Eleazar declaró que si un tribunal de justicia imponía la pena capital una vez cada 70 años, era un tribunal asesino. (Tratado Makot 1:10).
Varias personas hablaron sobre el Rabino Eleazar, y todas ellas mostraron la gran estima que sus compañeros sentían por él, incluso después de su fallecimiento, se dice que: 
"Desde la defunción del Rabino Eleazar, la corona de su sabiduría ha desaparecido" (Talmud de Babilonia. Tratado Sotá 49 b).